# Ларс Порсена
Ларс Порсена (на латински: Lars Porsenna) e цар на етруските в Клузиум (днес Киузи).
През 508 пр.н.е. той обсажда Рим. Синът му Арунс Порсена e убит (504/503 пр.н.е.) от латините и гърците при латинския град Аричия. Тогава Порсена вдига обсадата и сключва мир и се оттегля обратно в Клузиум.
Порсена умира в началото на 5 век пр.н.е. Гробът му e с диаметър 90 м и 15 м висок.
Според легендата Гай Муций Сцевола спасил град Рим. Порсена вдига обсадата и сключва мир.